# Subaru R1

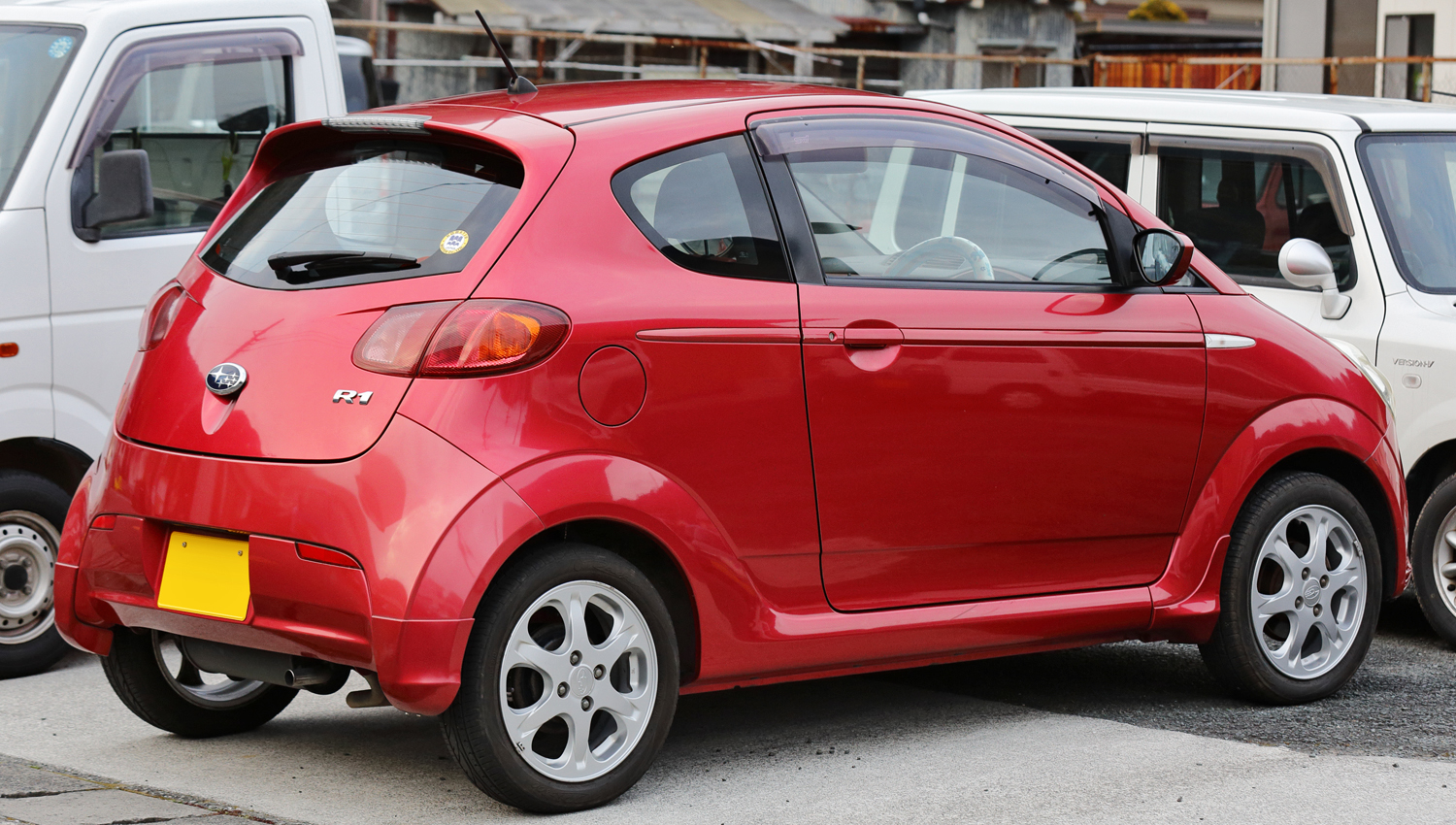

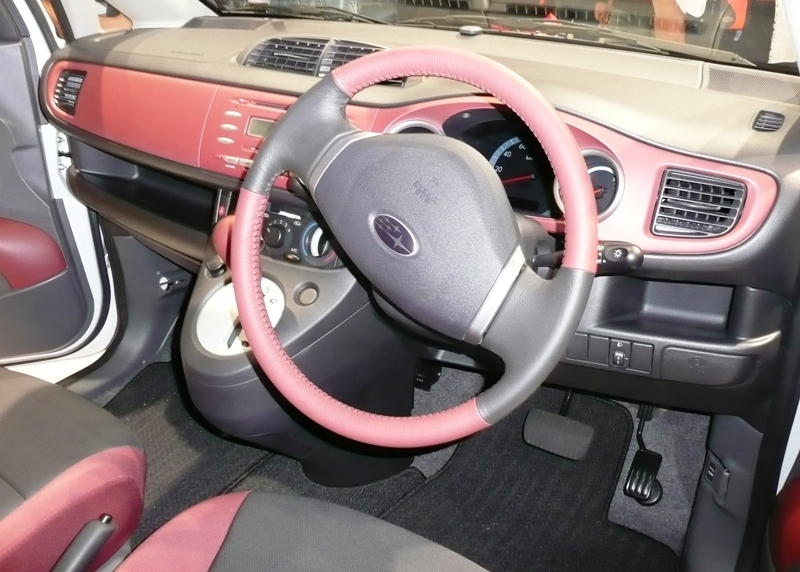

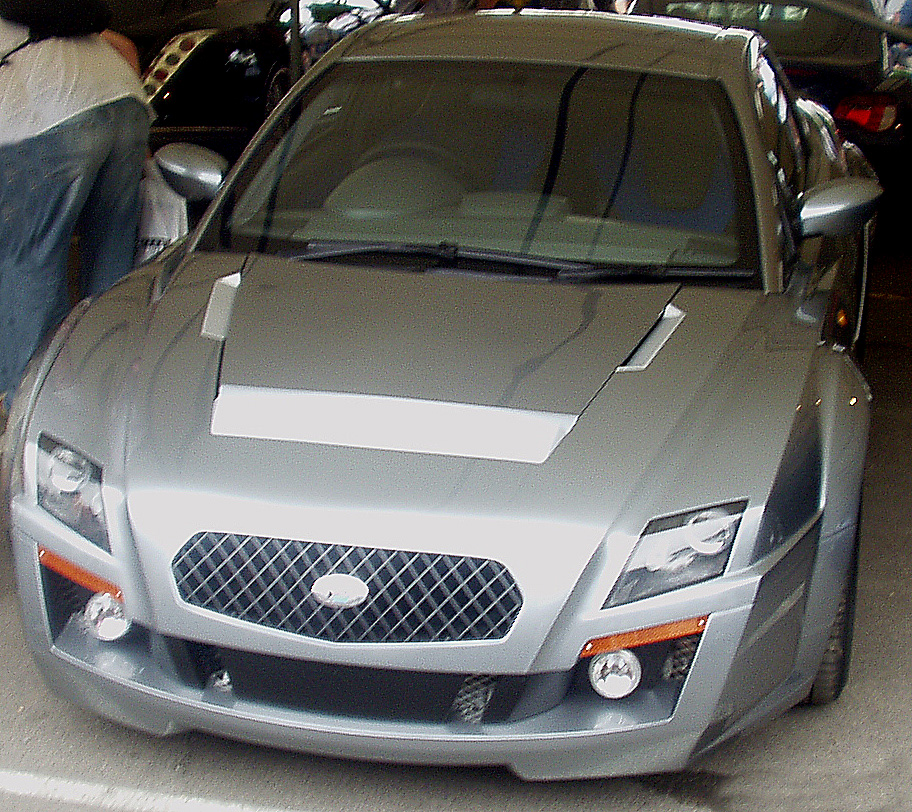
Prodrive P2

Subaru R1 — автомобіль компанії Subaru, що випускався в Японії з 4 січня 2005 року по березень 2010 року. Є дводверним варіантом Subaru R2 з укороченою колісною базою і зменшеним кузовом. З цими моделями компанія Subaru намагається повернутися на перспективний ринок мікролітражних автомобілів («keicar» мають пільгове оподаткування в Японії).
У моделі R1 не використана довжина, що максимально дозволена для автомобілів безподаткового в Японії класу кей-кар, як це роблять всі інші гравці, починаючи з 1989 року від Autozam Carol до Suzuki Twin і європейської моделі Smart Fortwo. В Україні та СНД ця модель офіційно не продавалася, але де-не-де можна зустріти старі праворульні «Subaru R1» з Японії.
Аж до кінця 2005 року на автомобілі «Subaru R1» встановлювали один двигун «EN07», в одній з трьох можливих модифікацій. Робочий об'єм даного двигуна «EN07» (діаметр циліндрів і хід поршнів 56 х 66,8 мм) — всього 658 «кубиків». Потім, як і в моделі R2, стали встановлювати даний двигун в трьох різних виконаннях (залежно від модифікації машини). У версії «I» двигун розвиває 46 к.с., в просунутому виконанні «R» він розвиває до 54 к.с. при 6'400 об/хв, найбільший крутний момент — 63 Н·м без наддуву; передбачений також варіант «S» з нагнітачем та інтеркулером — потужністю 63 к.с. Відповідно до всіх  технічних характеристик чотиридверний хетчбек Subaru R1 може розігнатися до 130 км/год.
R1 позиціонується як персональне авто або як другий автомобіль для подружніх пар середнього віку; доступна комбінація натуральної шкіри і алькантари. Всі версії R1 оснащуються системою CVT як для передньопривідних, так і для повнопривідних модифікацій. У рекламних матеріалах модель R1 часто порівнюють із Subaru 360 — першим автомобілем компанії Subaru.
На базі моделі R1 розроблені:
- Subaru R1e[en] — експериментальний електромобіль, виробляється обмеженим тиражем для корпоративних замовників в Японії. Цією моделлю дуже цікавляться в США, оскільки вона комплектується літій-іонними батареями великої місткості, здатними зарядитися на 80 % за 15 хвилин.
- Prodrive P2[en] — концептуальний двомісний спортивний автомобіль спроєктований і побудований Prodrive[en].[1]

## Subaru R1e

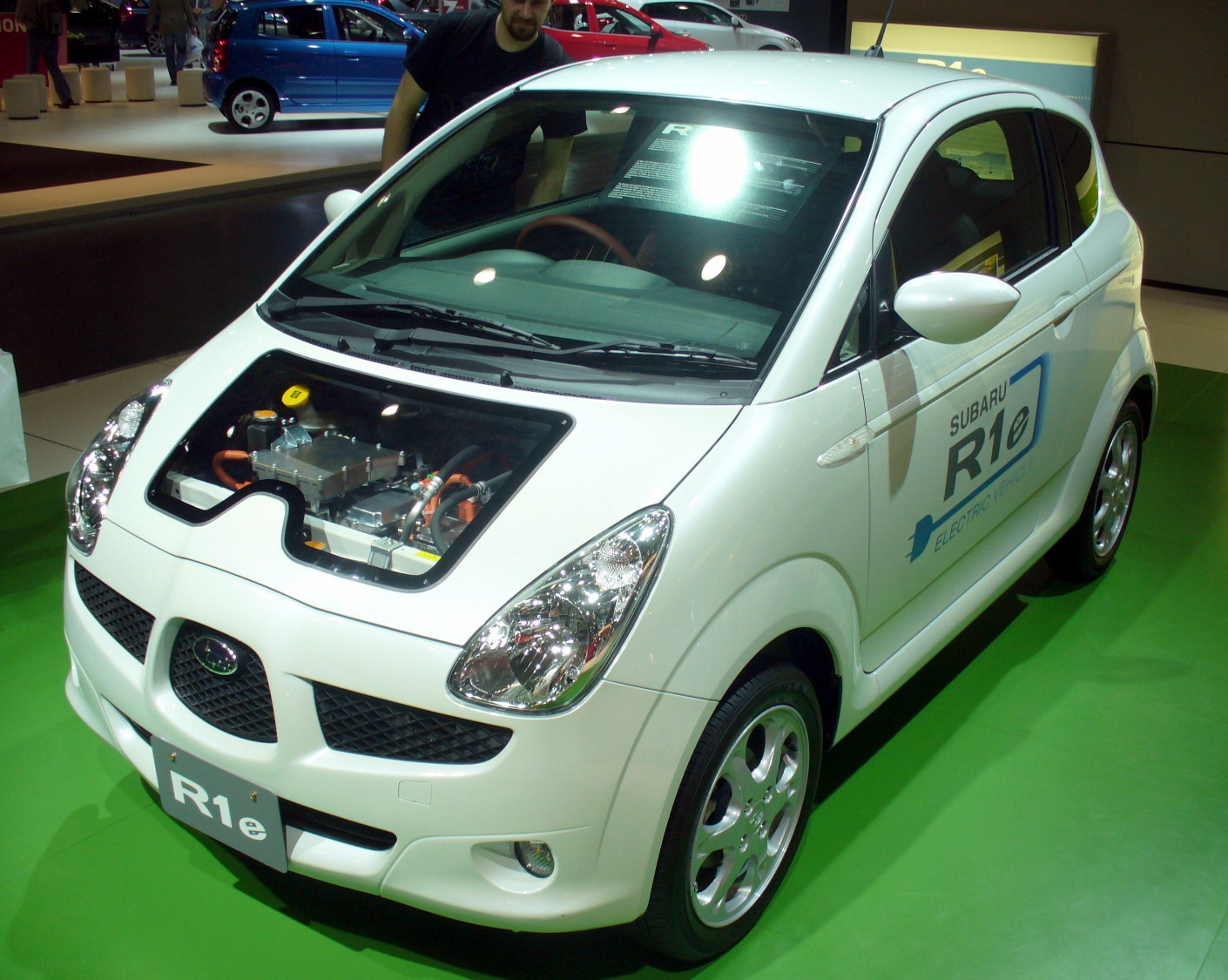
Subaru R1e

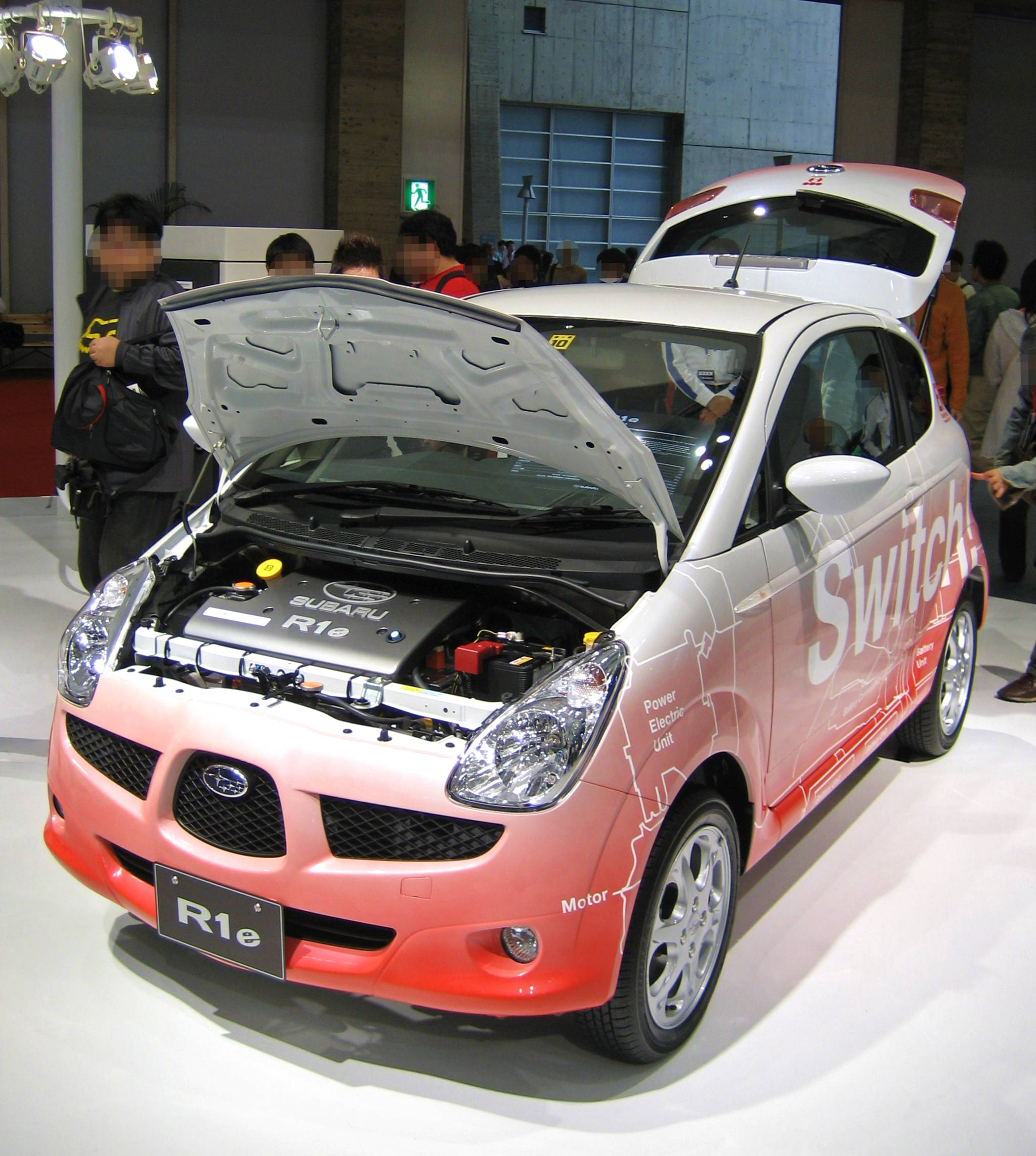
Subaru R1e

Мікроавтомобіль на електричних батареях, що знаходиться в стадії розвитку і тестування. Автомобіль розробляється спільно з Токійської енергетичною компанією. Нині побудовані та проходять випробування 10 прототипів електрокара. Автомобіль на батареях може пройти до 80 км і розігнатися до 100 км/год.
Прототип — це дводверний і двомісний автомобіль на базі бензинового Subaru R1. Цей електромобіль отримав підвищений інтерес завдяки сучасній технології батареї, її малих габаритів і великої продуктивності.
Автомобіль використовує літій-іонний акумулятор, розроблений у співпраці з NEC, і може заряджатися до 80 % ємності за 8-м хвилин, використовуючи спеціальний швидкий зарядний пристрій, або до 100 % заряду за вісім годин при стандартній зарядці. Термін служби батареї становить не менше 10-ти років або близько 240 тис. км. Tokyo Electric Power планує обладнати 150 станцій зарядки електромобілів.
Інший прототип електричного автомобіля, Subaru G4e, є продовженням ідеї R1e, але з поліпшеною батареєю.
- Літій-іонний акумулятор
- Провідна зарядка 240 VAC
- Двомісний автомобіль